# Bob Sweeney (hockey sur glace)
Pour les articles homonymes, voir Sweeney.
Robert Sweeney (né le 25 janvier 1964 à Boxborough, dans l'État du Massachusetts aux États-Unis) est un joueur professionnel américain de hockey sur glace.

## Carrière de joueur
Originaire du Massachusetts, il se joint aux Eagles de Boston College en 1982-1983 et y joua quatre saisons. Il fut également sélectionné au cours de cette période par les Bruins de Boston de la Ligue nationale de hockey avec lesquels il commença sa carrière professionnelle en cours de saison 1986-1987. Il évolua quelques saisons avec ce club avant d'être réclamé par les Sabres de Buffalo en 1995.
Il s'aligna alors trois saisons avec le club de Buffalo avant de passer aux mains des Islanders de New York avant le début de la saison 1995-1996. Tout juste avant la date limite des transactions dans la LNH, il fut envoyé en Alberta dans un échange avec les Flames de Calgary. Il y joua ses dernières parties dans la LNH. La saison suivante, il signa avec les Rafales de Québec qui allait jouer leur première saison. Il ira ensuite terminer sa carrière en Allemagne où il évolua jusqu'en 2002.

## Statistiques
| Saison     | Équipe                   | Ligue      |     | Saison régulière | Saison régulière | Saison régulière | Saison régulière | Saison régulière |    | Séries éliminatoires | Séries éliminatoires | Séries éliminatoires | Séries éliminatoires | Séries éliminatoires |
| Saison     | Équipe                   | Ligue      | PJ  | B                | A                | Pts              | Pun              | PJ               | B  | A                    | Pts                  | Pun                  |                      |                      |
| 1982-1983  | Eagles de Boston College | NCAA       | 30  | 17               | 11               | 28               | 10               | -                | -  | -                    | -                    | -                    |                      |                      |
| 1983-1984  | Eagles de Boston College | NCAA       | 23  | 14               | 7                | 21               | 10               | -                | -  | -                    | -                    | -                    |                      |                      |
| 1984-1985  | Eagles de Boston College | NCAA       | 44  | 32               | 32               | 64               | 43               | -                | -  | -                    | -                    | -                    |                      |                      |
| 1985-1986  | Eagles de Boston College | NCAA       | 41  | 15               | 24               | 39               | 52               | -                | -  | -                    | -                    | -                    |                      |                      |
| 1986-1987  | Golden Flames de Moncton | LAH        | 58  | 29               | 26               | 55               | 81               | 4                | 0  | 2                    | 2                    | 13                   |                      |                      |
| 1986-1987  | Bruins de Boston         | LNH        | 14  | 2                | 4                | 6                | 21               | 3                | 0  | 0                    | 0                    | 0                    |                      |                      |
| 1987-1988  | Bruins de Boston         | LNH        | 80  | 22               | 23               | 45               | 73               | 23               | 6  | 8                    | 14                   | 66                   |                      |                      |
| 1988-1989  | Bruins de Boston         | LNH        | 75  | 14               | 14               | 28               | 99               | 10               | 2  | 4                    | 6                    | 19                   |                      |                      |
| 1989-1990  | Bruins de Boston         | LNH        | 70  | 22               | 24               | 46               | 93               | 20               | 0  | 2                    | 2                    | 30                   |                      |                      |
| 1990-1991  | Bruins de Boston         | LNH        | 80  | 15               | 33               | 48               | 115              | 17               | 4  | 2                    | 6                    | 45                   |                      |                      |
| 1991-1992  | Mariners du Maine        | LAH        | 1   | 1                | 0                | 1                | 0                | -                | -  | -                    | -                    | -                    |                      |                      |
| 1991-1992  | Bruins de Boston         | LNH        | 63  | 6                | 14               | 20               | 103              | 14               | 1  | 0                    | 1                    | 25                   |                      |                      |
| 1992-1993  | Sabres de Buffalo        | LNH        | 80  | 21               | 26               | 47               | 118              | 8                | 2  | 2                    | 4                    | 8                    |                      |                      |
| 1993-1994  | Sabres de Buffalo        | LNH        | 60  | 11               | 14               | 25               | 94               | 1                | 0  | 0                    | 0                    | 0                    |                      |                      |
| 1994-1995  | Sabres de Buffalo        | LNH        | 45  | 5                | 4                | 9                | 18               | 5                | 0  | 0                    | 0                    | 4                    |                      |                      |
| 1995-1996  | Islanders de New York    | LNH        | 66  | 6                | 6                | 12               | 59               | -                | -  | -                    | -                    | -                    |                      |                      |
| 1995-1996  | Flames de Calgary        | LNH        | 6   | 1                | 1                | 2                | 6                | 2                | 0  | 0                    | 0                    | 0                    |                      |                      |
| 1996-1997  | Rafales de Québec        | LIH        | 69  | 10               | 21               | 31               | 120              | 9                | 2  | 0                    | 2                    | 8                    |                      |                      |
| 1997-1998  | Revierlöwen Oberhausen   | DEL        | 27  | 9                | 4                | 13               | 77               | -                | -  | -                    | -                    | -                    |                      |                      |
| 1997-1998  | Lions de Francfort       | DEL        | 20  | 7                | 8                | 15               | 32               | 7                | 1  | 3                    | 4                    | 6                    |                      |                      |
| 1998-1999  | Lions de Francfort       | EHL        | 5   | 1                | 0                | 1                | 4                | -                | -  | -                    | -                    | -                    |                      |                      |
| 1998-1999  | Lions de Francfort       | DEL        | 46  | 6                | 21               | 27               | 30               | 1                | 0  | 1                    | 1                    | 8                    |                      |                      |
| 1999-2000  | München Barons           | DEL        | 37  | 9                | 21               | 30               | 63               | 12               | 3  | 5                    | 8                    | 20                   |                      |                      |
| 2000-2001  | München Barons           | DEL        | 33  | 3                | 11               | 14               | 50               | 11               | 1  | 0                    | 1                    | 8                    |                      |                      |
| Totaux LNH | Totaux LNH               | Totaux LNH | 639 | 125              | 163              | 288              | 799              | 103              | 15 | 18                   | 33                   | 197                  |                      |                      |

## Trophées et honneurs personnels
- 1985 :  nommé dans la 2e équipe d'étoiles de Hockey East

## Transactions en carrière
- 9 octobre 1992 : réclamé au ballotage par les Sabres de Buffalo des Bruins de Boston.
- 2 octobre 1995 : réclamé lors du repêchage intra-équipe par les Islanders de New York des Sabres de Buffalo.
- 20 mars 1996 : échangé aux Flames de Calgary par les Islanders de New York en retour de Pat Conacher et d'un choix de 6e ronde (ré-échangé plus tard aux Flames, Calgary sélectionne Ilja Demidov) lors du repêchage d'entrée dans la LNH en 1997.